# Ниман (река)
Нима́н — река на Дальнем Востоке России. Протекает по территории Хабаровского края и Амурской области, правый приток Буреи.
Берёт начало в отрогах хребта Эзоп. Длина реки — 353 км, площадь бассейна — 16 500 км.
Порожиста. Питание преимущественно дождевое. Половодье с апреля по сентябрь, зимой глубокая межень. Среднегодовой расход воды — в 12 км от устья 224 м³/с, наибольший — 5030 м³/с, наименьший — 0,08 м³/с.
В среднем течении по реке проходит административная граница между Амурской областью и Хабаровским краем.
В низовьях Нимана планируется строительство Нижне-Ниманской ГЭС.

## Данные водного реестра
По данным государственного водного реестра России относится к Амурскому бассейновому округу, речной бассейн реки — Амур, речной подбассейн реки — Бурея, водохозяйственный участок реки — Бурея от истока до Бурейского гидроузла.
Код объекта в государственном водном реестре — 20030500112118100042429.

## Притоки
Объекты перечислены по порядку от устья к истоку.
- 3 км: Нимакан
- 26 км: Большая Алонка
- 45 км: Малая Аимка
- 54 км: Большая Аимка
- 60 км: Агдони
- 78 км: Джиктана
- 78 км: Кивили
- 83 км: Балаганнак
- 89 км: Даурка
- 90 км: Матрек
- 96 км: река без названия
- 112 км: Ын
- 114 км: река без названия
- 128 км: река без названия
- 137 км: Акишма
- 163 км: Амудига
- 166 км: Биракачан
- 176 км: Байгантай
- 181 км: Салтырай
- 198 км: Санар
- 200 км: Артак
- 207 км: Нимганах
- 214 км: Кывыты
- 231 км: Акач
- 237 км: Спиртак
- 245 км: Кывыты
- 246 км: Курум
- 251 км: Тиис
- 254 км: река без названия
- 258 км: река без названия
- 271 км: Федоровский
- 288 км: Алексеевский
- 292 км: Бурятский
- 295 км: Тайон-Эльга
- 315 км: Истоминский
- 321 км: река без названия
- 323 км: река без названия